# Peruíbe
Peruíbe is een gemeente en badplaats (balneária) in de Braziliaanse deelstaat São Paulo. De gemeente telt 68.352 inwoners (schatting 2022).

## Aangrenzende gemeenten
De gemeente grenst aan Iguape, Itanhaém, Itariri en Pedro de Toledo.

## Verkeer en vervoer
De plaats ligt aan de noord-zuidlopende weg BR-101 tussen Touros en São José do Norte. Daarnaast ligt ze aan de weg SP-055.

## Stedenbanden
Zustersteden van Peruíbe:
- Campinas, Brazilië

## Indruk van Peruíbe

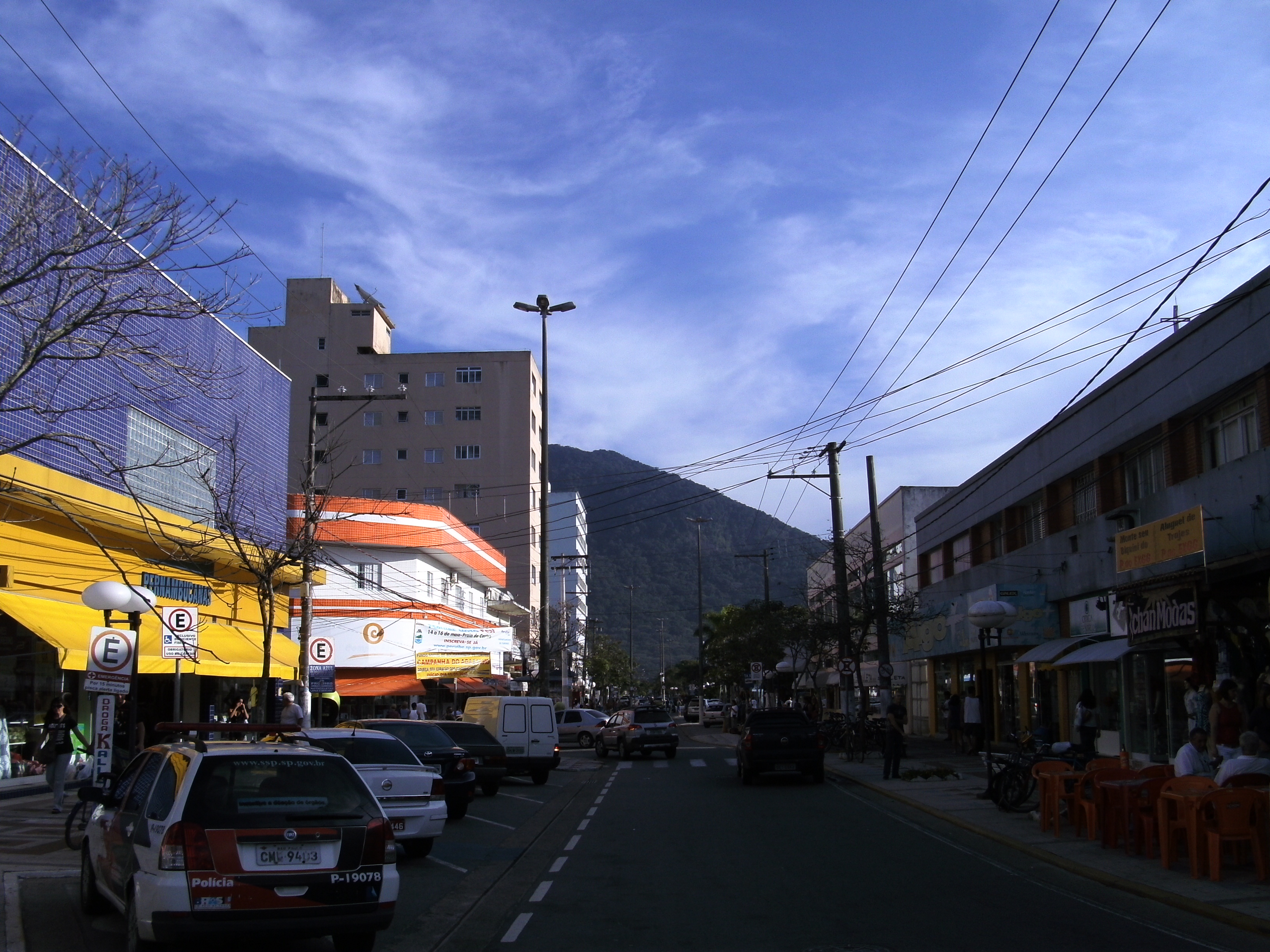
Straat in Peruíbe
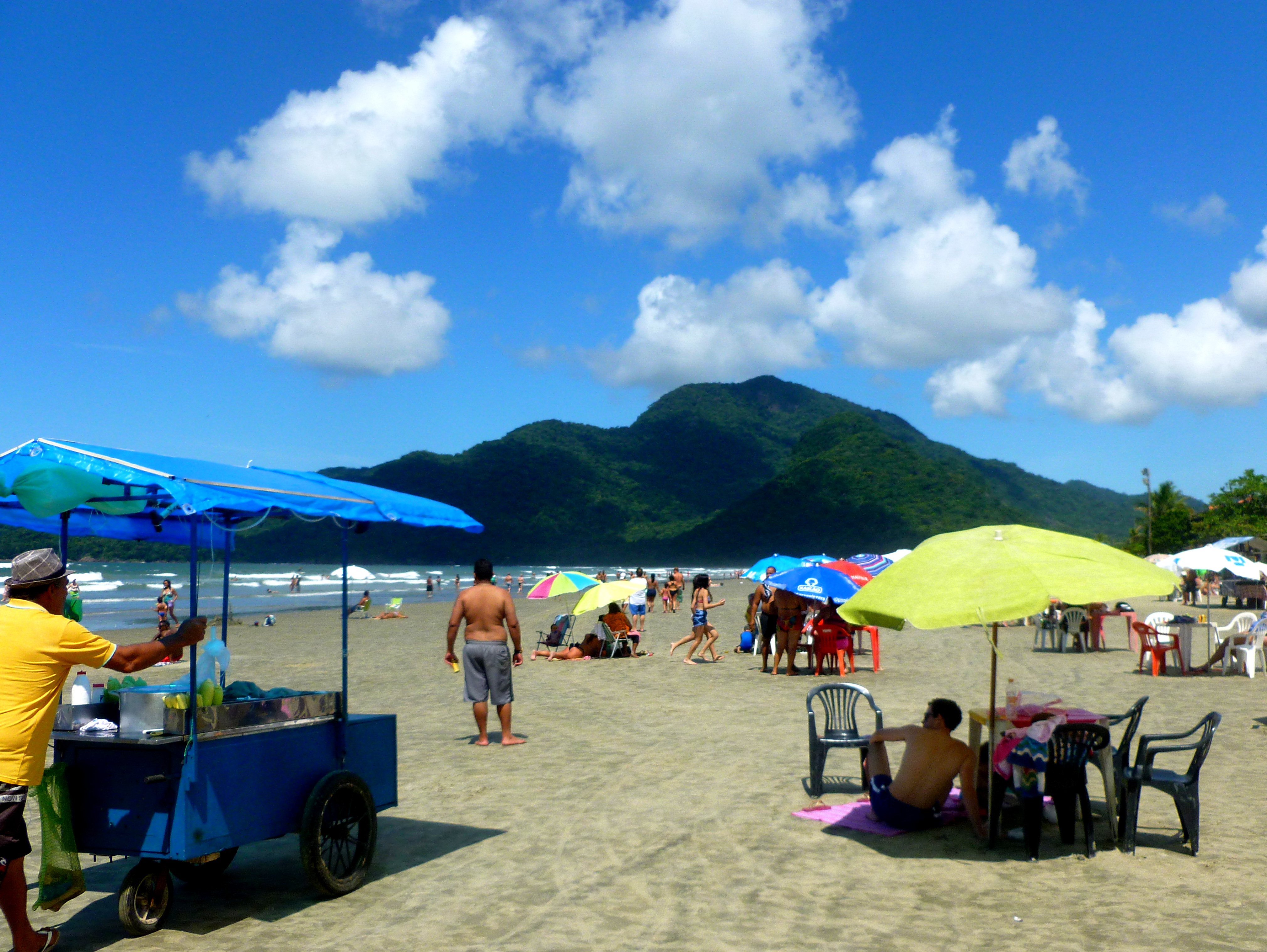
Het strand praia do Guaraú in Peruíbe